# مارتن جاي ديفيس
مارتن جاي ديفيس (بالإنجليزية: Martin Jay Davis)‏ هو منجم أمريكي، ولد في 7 سبتمبر 1937 في سانت لويس في الولايات المتحدة.

## وصلات خارجية
- مارتن جاي ديفيس على موقع أوليمبيديا (الإنجليزية)